# Eremurus rechingeri
Eremurus rechingeri là một loài thực vật có hoa trong họ Thích diệp thụ. Loài này được Wendelbo miêu tả khoa học đầu tiên năm 1962.